# Hollósy Simon
Gertenyesi Hollósy Simon (Máramarossziget, 1857. február 2. – Técső, 1918. május 8.) örmény születésű magyar festő, iskolaalapító. Születési neve: Korbuly.
A naturalizmus, a realizmus, majd útban a plein air felé egyik legkiválóbb magyar képviselője a 19-20. század fordulóján. Iskolateremtő festőmester Münchenben, Nagybányán és Técsőn. A nagybányai művésztelep alapító tagja.

## Családja, iskolái
Az erdélyi örmény Hollósy (Korbuly) család  leszármazottja.  
Apja id. Hollósy Simon (1810–1879) kereskedő volt, aki 1848 után változtatta Korbulyról Hollósyra a nevét. Hollósy Kornélia rokona.
Budapesten a Mintarajziskolában, majd Münchenben Gabl és O. Seitz mellett tanult, 

## Élete, munkássága
1885-ben tűnt fel Tengerihántás c. képével. Iskolateremtő festő lett, a müncheni akadémikus stílussal szemben 1886-ban megalapította müncheni magániskoláját, amely hamarosan híres lett, köréje csoportosultak az újat akaró fiatal festők.
1894-ben egy fél éven keresztül Csontváry Kosztka Tivadar is nála tanulta a festőművészetet. Rudnay Gyula is tanítványa volt mind Münchenben, mind Nagybányán.
1896-ban Hollósy Ferenczy Károllyal, Réti Istvánnal, Thorma Jánossal, Iványi-Grünwald Bélával megalapította a nagybányai művésztelepet, s a továbbiakban a nyarakat ott töltötte müncheni iskolájával.
Tanítói működése felemésztette ereje javát, a müncheni, a nagybányai iskolában is ő volt a mester. Nagybányát 1902-ben hagyta ott, az ottani érzékeny művészlelkekkel nézeteltérése támadt, ő maga is érzékeny, nehéz természetű művész volt. 1903-tól nyaranként nem Nagybányára, hanem Fonyódra, Vajdahunyadra, majd rövid megszakításokkal Técsőre vitte müncheni iskolájának növendékeit.
Relatíve kevés saját alkotása van, életképeket festett parasztokról, cigányokról, katonákról, ihlette a megművelt föld, a hazai táj és hazánk nagy történelmi eseményei. Hollósy nagybányai tevékenysége és a nagybányai művésztelep zárt fellépése nagyban hozzájárult a müncheni naturalista és a párizsi plein air stíluson belül és ahhoz képest egy bensőségesebb, lírai, tájhoz kötött realisztikus művészeti stílus kialakításához és annak elfogadtatásához a budapesti közönség körében.
1902 után főleg Münchenben és Técsőn tanított és festett, végül már csak Técsőn, itt érte a halál 1918-ban. Szülővárosában, a máramarosszigeti katolikus temetőben helyezték örök nyugalomra.

## Galéria

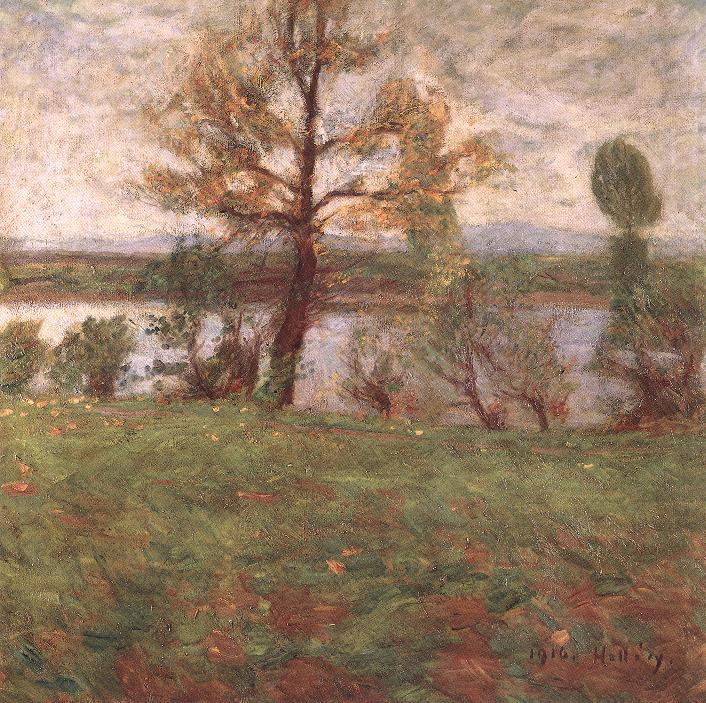
Hollósy Simon: Tavaszi hangulat (Tisza partja), 1912
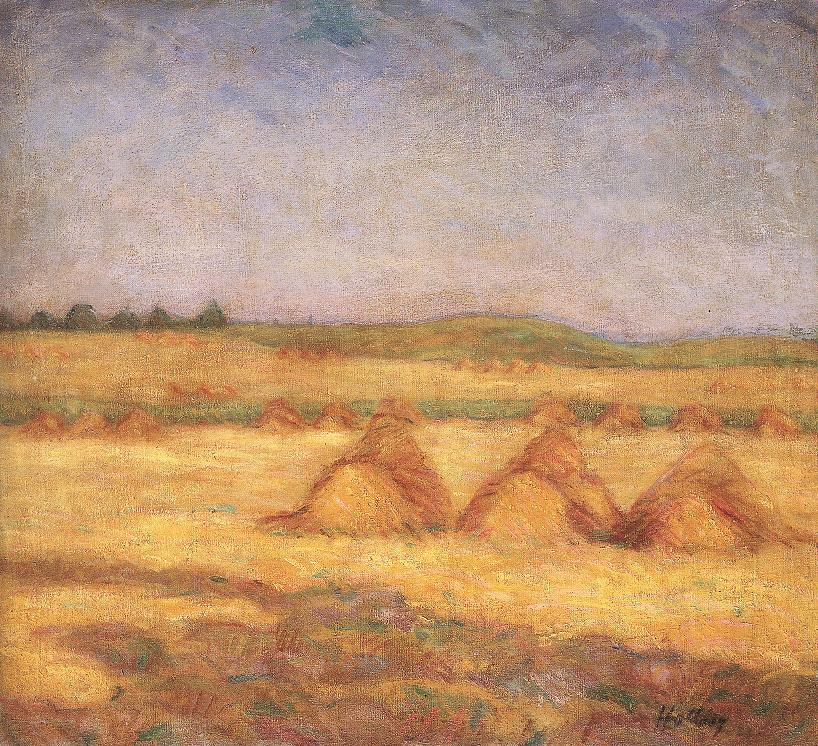
Hollósy Simon: Aratás után, 1908
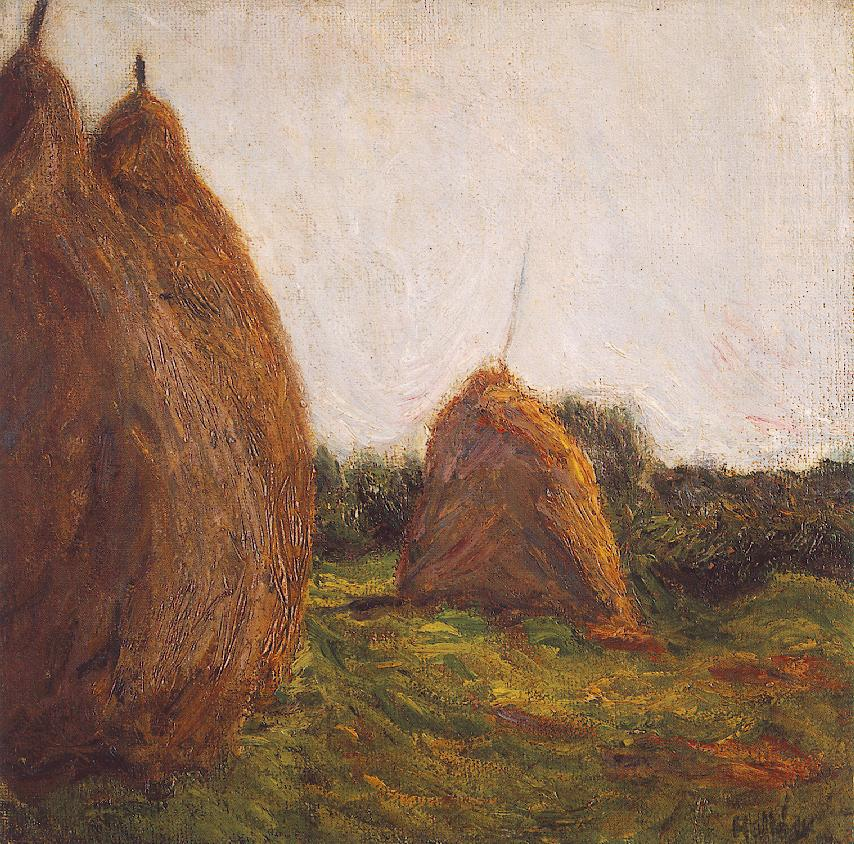
Hollósy Simon: Szénaboglyák, 1912
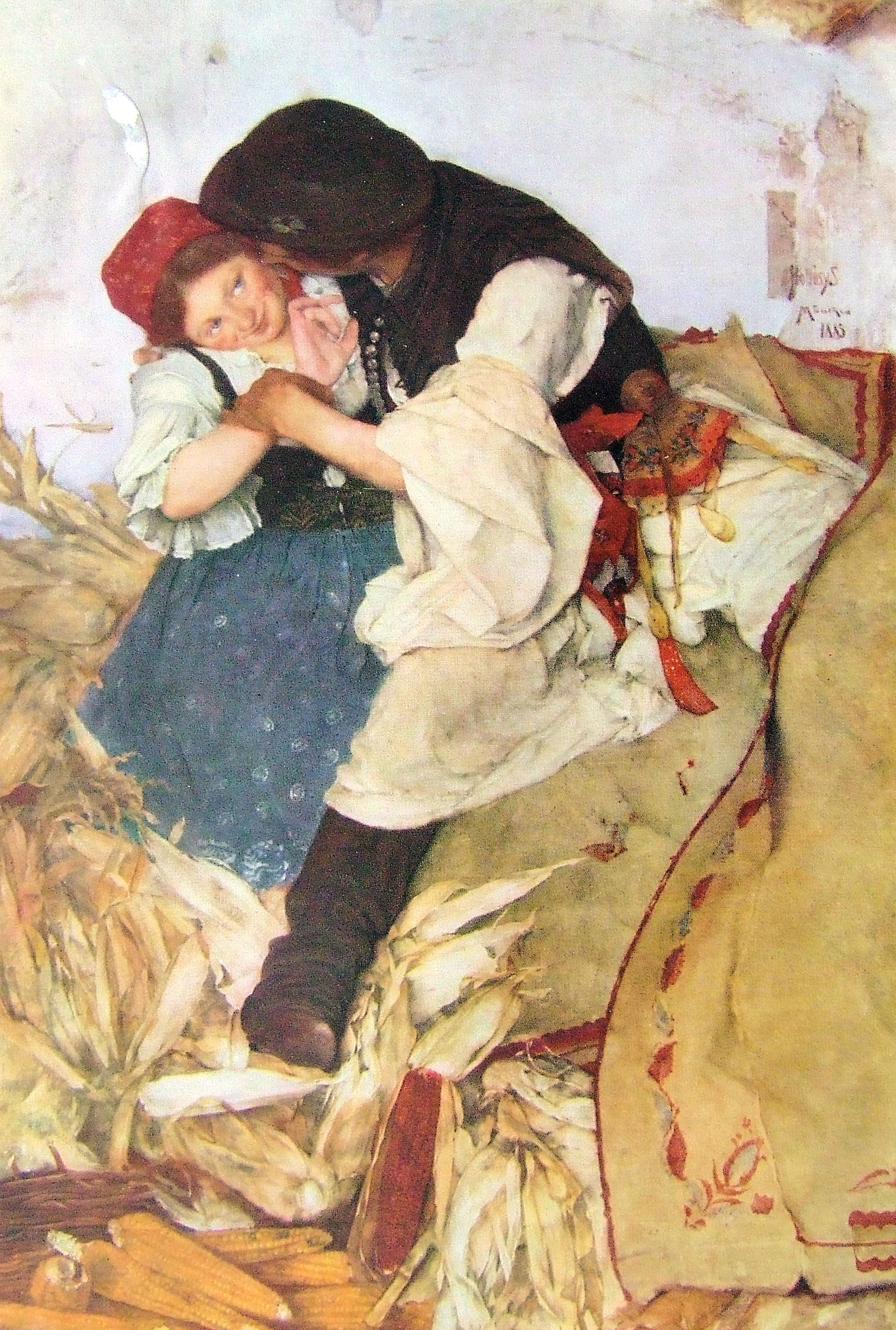
Hollósy Simon: Tengerihántás, 1885
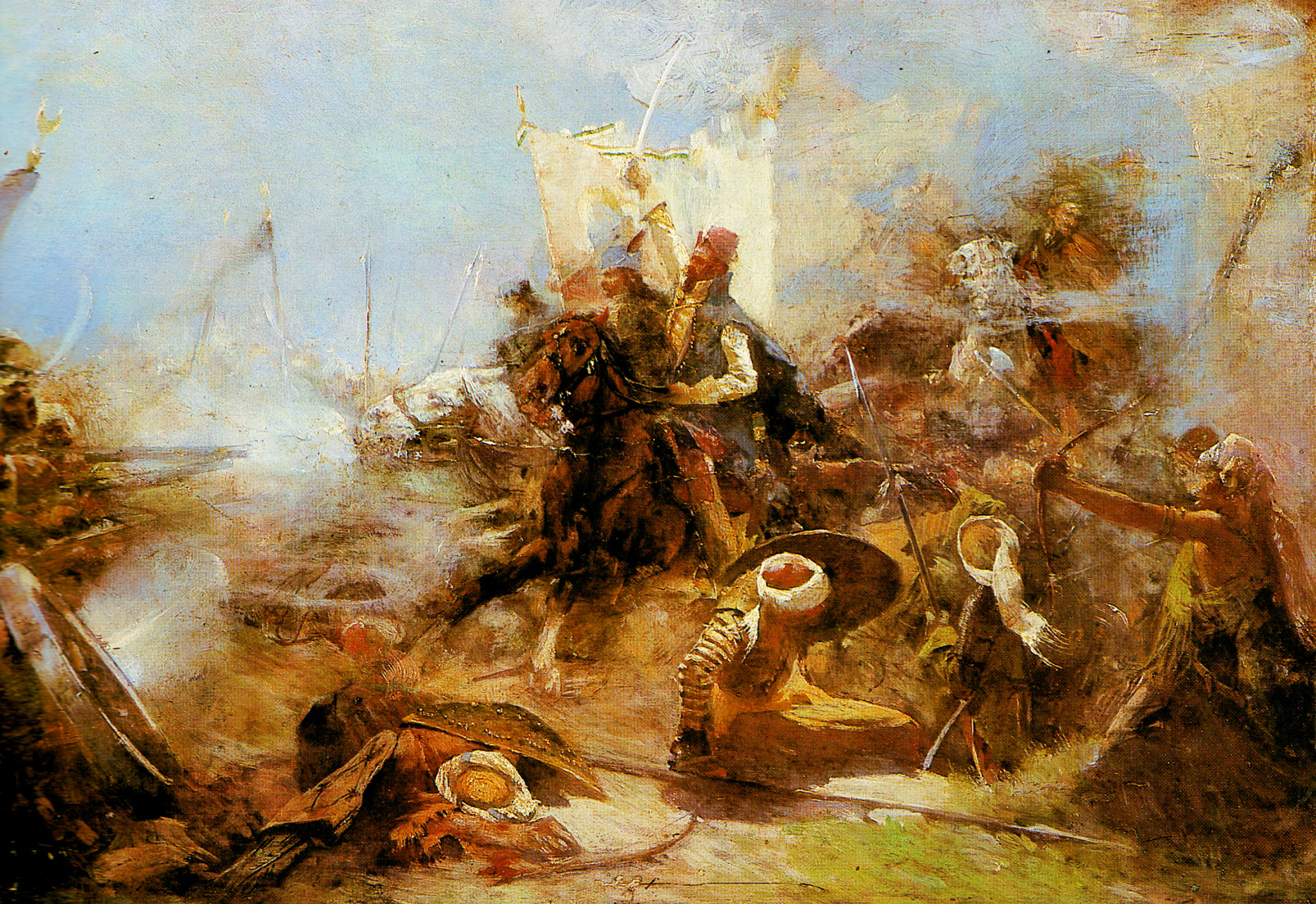
Zrínyi kirohanása 1896

## Források

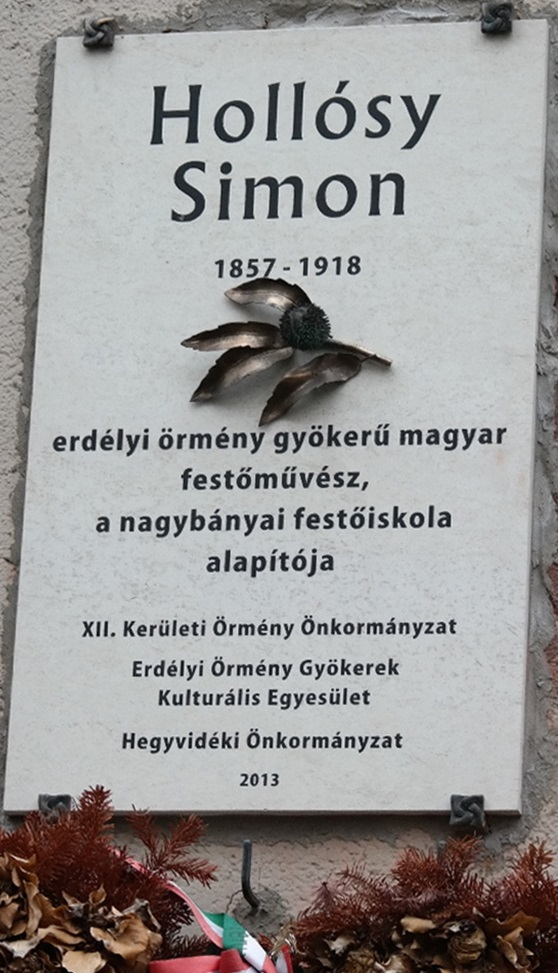
Emléktáblája Budán, a róla elnevezett utcában